# Иванов, Александр Васильевич (духовный писатель)
Алекса́ндр Васи́льевич Ивано́в (1837 — 5 [18] октября 1911) — русский духовный писатель, археограф, мемуарист, педагог.

## Биография
Родился в 1837 году. Окончил Херсонскую духовную семинарию, а в 1861 году — Киевскую духовную академию, со званием действительного студента. Впоследствии был инспектором Владимирской духовной семинарии. Преподавал классические языки.
Последние 30 лет жил в Крыму, состоял в должности епархиального наблюдателя церковно-приходских школ Таврической епархии.
С 1904 года занимал должность товарища (заместителя) председателя Таврической учёной архивной комиссии.
Скончался 5 (18) октября 1911 года.

## Творчество
Основным трудом А. В. Иванова стали руководства по изучению Нового Завета в нескольких томах, неоднократно переиздававшиеся на протяжении десятков лет (в том числе и под разными названиями). Кроме того, писателю принадлежат популярные очерки по церковной истории, исследования о положении раскольников в Крыму, этнографические очерки, мемуары о церковных иерархах.
Особое место занимают археографические работы А. В. Иванова. В частности, ему принадлежит первое описание и введение в научный оборот Балаклавского 1-го Евангелия XI века.
Печатался в «Записках Императорского Русского Археологического общества», «Таврических Губернских Ведомостях», «Записках Одесского Общества Истории и Древностей» и др., а также в церковной периодике (как под собственной фамилией, так и под псевдонимом А. И.). Состоял членом Таврической учёной архивной комиссии и публиковался в выпускавшихся ею изданиях.
Дискуссионным остаётся вопрос о принадлежности ему «Песни на присоединение Крыма к России», опубликованной в 1883 году.
Некоторые книги А. В. Иванова были репринтно переизданы в постсоветский период.

## Интересные факты
- В 1850 году в Одессе лично видел Н. В. Гоголя, о чём вспоминал в 1909 году на заседании Таврической учёной архивной комиссии: Я имел счастье видеть Гоголя лично в 1850 году, когда мне было лет 14. Я тогда обучался в Одесском духовном училище, знал уже имя Гоголя и читал его „Вечера на хуторе близ Диканьки“ и другие его произведения, которые были в библиотеке моего отца. Кто-то осенью 1850 г. сказал мне, что Гоголь в Одессе и пробудет довольно долго; вероятно, сообщил мне это Н. В. Неводчиков, впоследствии епископ Туркестанский Неофит, который был тогда домашним учителем у князя Александра Скарлатовича Стурдзы. Узнав, что Гоголь знаком с князем Стурдзой и часто бывает у него в доме, против нынешнего Екатерининского сквера, я отправился однажды (не помню, может быть мне и время было указано) к этому дому и стал ждать выхода из него Гоголя. Действительно, я дождался этого и увидел выходящего молодого ещё человека, бледного, болезненного, в длинном сюртуке и в шапке с очень длинным козырьком. Помню, что меня тогда поразили три предмета: длинный сюртук Гоголя, длинный козырёк его шапки и длинный нос его. Перебежав через улицу, я пошёл навстречу Гоголю, ещё раз увидел его, и образ его навсегда запечатлелся в моей памяти. Счастливый, что увидел знаменитого русского писателя, я радостно побежал домой[5].
- Иванов придерживался теории о том, что население Галилеи составляли «потомки арийцев»[6].